# اکسیژناز
واژه اکسیژناز به هر نوع آنزیمی گفته می‌شود که با انتقال اتمهای اکسیژن از اکسیژن مولکولی (O2) به یک سوبسترا، آن را اکسید می‌کند. اکسیژنازها از گروه آنزیم‌های اکسیدوردوکتاز هستند.

## تاریخچه
اکسیژنازها در سال ۱۹۵۵ و توسط دو گروه که جداگانه بر روی آنزیم‌ها کار می‌کردند کشف شدند، گروه هایاایشی Hayaishi از ژاپن و گروه میسون Mason از آمریکا. هایاایشی در سال ۹۸۶ جایزه نوبل پزشکی را برای «کشف آنزیم‌های اکسیژناز و توصیف ساختار و اهمیت زیستی آن‌ها» به خود اختصاص داد.

## انواع اکسیژنازها
دو گروه از اکسیژنازها وجود دارند:
منو اکسیژنازها, یا اکسیدازهای با عملکرد مختلط، که یک اتم اکسیژن را به سوبسترا منتقل می‌کنند و با احیای اتم دیگرِ اکسیژن، آب تولید می‌کنند.
دی اکسیژنازها , یا اکسیژن ترانسفرازها، که هر دو اتم اکسیژن مولکولی را به محصولات واکنش منتقل می‌کنند.
از میان مهم‌ترین منو اکسیژنازها می‌توان به سیتوکروم P450 اشاره کرد که مسئول تجزیه شمار زیادی از مواد شیمیایی در بدن هستند.